# La città della speranza
La città della speranza (City of Hope) è un film del 1991 scritto, diretto e montato da John Sayles.

## Trama
La storia si svolge ad Hudson City, un'immaginaria metropoli degli Stati Uniti d'America orientali.

## Produzione

### Sviluppo
John Sayles scrisse la sceneggiatura de La città della speranza in soli 18 giorni, ispirandosi ai fatti di cronaca che leggeva su giornali locali. La portata e le ambizioni del progetto (uno spaccato sociale urbano contemporaneo con protagonista un cast corale di ben 36/38 personaggi), necessitavano tuttavia di mezzi superiori rispetto a quanto aveva disposto fino ad allora. Dopo che la sua irremovibilità ad avere il completo controllo creativo del film e l'ultima parola in termini di casting e montaggio finale avevano precluso il supporto delle major hollywoodiane, Sayles e la produttrice Maggie Renzi trovarono un finanziatore nella persona della Columbia-TriStar Home Video (allora l'RCA-Columbia Home Video), la quale, sotto la guida di Larry Estes, era diventata un importante appoggio per il cinema indipendente americano (nel quale peraltro Sayles operava da oltre un decennio, ma che proprio in quegli anni stava esplodendo) dopo aver finanziato nel 1989 Sesso, bugie e videotape di Steven Soderbergh, un film rifiutato da studios e distributori convenzionali ma che aveva finito per incassare 25 milioni di dollari a fronte di un budget di appena 1,5 milioni. Estes e la RCA-Columbia erano alla ricerca di film simili e si accordarono immediatamente con Renzi, stanziando un budget di 3,1 milioni.
Il cast del film fu rapidamente ed economicamente riempito da precedenti collaboratori del regista (Vincent Spano, Chris Cooper, Joe Morton, Jace Alexander, David Strathairn e Kevin Tighe), mentre ruoli minori andarono a membri della troupe come Renzi, il compositore Mason Daring e lo stesso Sayles. In un mese, la pre-produzione del film era completa.

### Riprese
Le riprese si tennero nel quartiere Over-The-Rhine di Cincinnati, dove Sayles aveva già girato Otto uomini fuori (1988), e durarono 5 settimane. Vennero utilizzate in tutto 40 diverse location.
Il direttore della fotografia Robert Richardson, con cui Sayles aveva già lavorato in Otto uomini fuori, girò il film in formato super 35 millimetri widescreen, privilegiando i master rispetto alle altre inquadrature. Come tecnica di ripresa, Sayles optò per dei long take che gli permettessero di passare fluidamente da personaggio a personaggio, girando con la steadicam per non sforare la stretta tabella di marcia imposta dal budget.

## Colonna sonora
Mason Daring, collaboratore abituale del regista, compose per il film una colonna sonora "urban contemporary, blues e jazz".
La canzone dei titoli di coda, Fearless dei Neville Brothers (dal loro album del 1990 Brother's Keeper), è stata introdotta a Sayles e Renzi dalla truccatrice del film, Rose Chatterton: dopo averla ascoltata, i due hanno concordato che fosse perfetta per il finale, che necessitava: «un po' di guarigione dopo tutto ciò che era successo».

## Distribuzione
Il film venne presentato in anteprima nel gennaio 1991 al Sundance Film Festival, dove venne acquisito dalla Samuel Goldwyn Company. Quest'ultima lo distribuì nelle sale cinematografiche statunitensi nell'ottobre dello stesso anno.

### Divieti
Negli Stati Uniti, la visione del film venne vietata ai minori di 17 anni non accompagnati.

## Accoglienza

### Incassi
Il film fu un flop al botteghino statunitense, incassandovi in tutto 1,3 milioni di dollari.

## Riconoscimenti
- 1991 - Tokyo International Film Festival
  - Grand Prix
- 1992 - Independent Spirit Awards[10]
  - Miglior attore non protagonista a David Strathairn
  - Candidatura per il miglior film